# Mohamed Salah
Mohamed Salah Hamed Mahrous Ghaly (en àrab: محمد صلاح حامد محروس غالي) (Basyouni, Egipte, 15 de juny de 1992) és un futbolista professional egipci que juga com a extrem. Actualment Juga al Liverpool FC de la Premier League d'Anglaterra. També és internacional absolut amb la selecció d'Egipte.

## Trajectòria
Salah es va formar al Mokawloon al-Arab i a l'Arab Contractors Sporting Club. A més de representar a l'equip nacional del seu país a una edat primerenca, també va participar en la Copa Mundial Sub-20 de la FIFA i en els Jocs Olímpics d'Estiu de 2012.
L'agost de 2012, el Basel es va fer amb els seus serveis. Salah va guanyar la Super Lliga Suïssa en la seva primera temporada, sent guardonat amb el premi al Futbolista africà de l'any.

### Chelsea FC
El seu bon rendiment a Suïssa li va permetre fitxar pel Chelsea FC al gener de 2014, curiosament l'equip al qual li havia marcat dos gols a la Lliga de Campions 2013-14. No obstant això, no va gaudir de gaires oportunitats al club blue.

### A. C. F. Fiorentina
Davant la seva falta de minuts a Stamford Bridge, va ser cedit a la Fiorentina per a la segona meitat de la temporada 2014-15 a canvi del fitxatge de Juan Guillermo Cuadrado. Allà va tenir un gran rendiment en marcar 6 gols i donar una assistència en les seves 7 primers partits com a jugador viola.

### A. S. Roma
L'estiu de 2015, torna a anar-se'n cedit, aquesta vegada a la Roma. Ràpidament es fa amb la titularitat en l'equip, aconseguint un gran arrencada de temporada en el qual brilla amb la seva velocitat i capacitat golejadora, de manera que el club exerceix la seva opció de compra per quedar-se amb el futbolista egipci en propietat, encara que això no es va confirmar oficialment fins a diversos mesos després. Salah va acabar la temporada sent el màxim golejador de l'equip italià, que va acabar en tercer lloc en la Sèrie A. En el curs següent, Salah va millorar els seus números (15 gols i 11 assistències) malgrat disputar menys partits (en part per jugar la Copa Àfrica), ajudant a la Roma a obtenir el subcampionat en la Sèrie A.

### Liverpool FC
El 22 de juny de 2017, Salah fitxa pel Liverpool FC a canvi de 42.000.000 €. Debuta el 12 d'agost amb gol en un empat a tres com a visitants a casa del Watford FC. El seu primer doblet fou el 17 d'octubre a la golejada per 0 a 7 sobre el Maribor com a visitants per la Lliga de Campions. El 4 de novembre marca el seu primer doblet en lliga en la golejada per 1 a 4 com a visitants a casa del West Ham United. El 30 de desembre li dona el triomf al seu club per 2 a 1 sobre el Leicester City marcant els dos gols. El seu primer gol del 2018 ho fa el 14 de gener marcant en una victòria per 4 a 3 enfront del líder Manchester City suposant que aquests perdessin la condició de'invictes del torneig.

## Internacional
En l'últim partit classificatori per al mundial de Rússia 2018, la selecció egípcia, dirigida per l'argentí Héctor Cuper, necessitava un triomf davant el Congo per assegurar la seva passada al mundial. Passats els 90 minuts el marcador era d'1 a 1 (amb gol de Salah) i tot semblava segellat, però en el minut cuart del temps afegit Salah marca de penal fet que desencadenà la bogeria de 80.000 persones que omplien l'estadi Borg el Arab, a Alexandria. Això va significar el passi al tercer mundial en la història del seleccionat egipci, que va dir present a Itàlia 1934 i 1990, i ara, a Rússia 2018.

## Participació en Copes del Món
| seu      | mundial                     | resultat         | partits |
| -------- | --------------------------- | ---------------- | ------- |
| Colombia | Copa Mundial Sub-20 de 2011 | Vuitens de final | 4       |

Participació en Copa Africana de Nacions:
| torneig                       | seu   | resultats | partits |
| ----------------------------- | ----- | --------- | ------- |
| Copa d'Àfrica de Nacions 2017 | Gabón | subcampió | 6       |

## Palmarès
FC Basel
- 2 Lligues suïsses: 2012-13, 2013-14
- Subcampió de la Copa suïssa: 2014

Liverpool FC
- 1 Campionat del Món de Clubs: 2019
- 1 Lliga de Campions de la UEFA: 2018-19
- Subcampió de la Lliga de Campions de la UEFA: 2017-18, 2021-22
- 1 Supercopa d'Europa: 2019
- 2 Premier League: 2019-20, 2024-25
- Subcampió de la Premier League: 2018-19, 2021-22
- 1 Copa anglesa: 2021-22
- 2 Copes de la Lliga anglesa: 2021-22, 2023-24
- 1 Community Shield: 2022
- Subcampió de la Community Shield: 2019, 2020

Selecció egípcia
- Subcampió de la Copa d'Àfrica de Nacions: 2017, 2021
- Classificació a la Copa Mundial de Futbol de Rússia 2018

Individual
- Millor jugador de l'any de la Lliga suïssa: 2013
- Millor jugador del mes de la Premier League: novembre 2017, febrer 2018, març 2018, octubre 2021, febrer 2022
- Millor gol del mes de la Premier League: gener 2021, octubre 2021
- Millor gol de la Premier League: 2021-22
- Màxim golejador de la Premier League: 2017-18 (32 gols), 2018-19 (22 gols), 2021-22 (23 gols)
- Màxim assistent de la Premier League: 2021-22 (13 assistències)
- Millor jugador de la Temporada de la Premier League: 2017-18, 2024-25
- Millor jugador del Campionat del Món de Clubs: 2019
- Millor jugador àrab de l'any pel diari El Heddaf: 2013, 2017, 2018
- Onze d'argent: 2017-18
- Premi Puskás: 2018
- Premis Laureus World Sports per la inspiració esportiva: 2021
- Golden Foot: 2021
- Futbolista africà de l'any: 2017,[3] 2018.